# Дети шпионов: Армагеддон
«Дети шпионов: Армагеддон» (англ. Spy Kids: Armageddon) — американский шпионский комедийный боевик режиссёра, продюсера и сценариста Роберта Родригеса, с Джиной Родригес, Закари Ливаем, Эверли Карганильей и Коннором Эстерсоном в главных ролях. Фильм является самостоятельным сиквелом «Дети шпионов 4D» (2011) и пятой частью серии «Дети шпионов». Он был снят студиями Skydance Media, Spyglass Media Group и Double R Productions и был выпущен на Netflix, что делает его вторым проектом франшизы Netflix после мультсериала «Spy Kids: Mission Critical».

## Сюжет
Когда дети величайших секретных агентов всего мира невольно помогают мощному разработчику игр раскрыть компьютерный вирус, который даёт ему контроль над всеми технологиями, они должны сами стать шпионами, чтобы спасти своих родителей и весь мир.

## В ролях
- Джина Родригес
- Закари Ливай
- Эверли Карганилья
- Коннор Эстерсон
- Билли Магнуссен
- Ди Джей Котрона
- Фабиола Андухар[5]

## Производство
В январе 2021 года было объявлено, что перезапуск франшизы «Дети шпионов» находится в разработке. Сюжет сосредоточен вокруг мультикультурной семьи. Создатель франшизы Роберт Родригес возвращается в качестве сценариста и режиссёра; проект является совместным производством компаний Skydance Media, Spyglass Media Group и Double R Productions. Netflix приобрёл права на распространение в марте следующего года, что сделало его вторым проектом франшизы, созданным для платформы, Дэвид Эллисон, Дэна Голдберг, Дон Грэйнджер, Рейсер Макс (сын Родригеса) и Элисабет Авельян (бывшая жена Родригеса) присоединились в качестве продюсеров.
Было объявлено название фильма: «Дети шпионов: Армагеддон», которое было оригинальным названием предыдущего фильма «Дети шпионов 4D». Наряду с объявлением о Максе, летом 2022 года был объявлен актёрский состав фильма: Джина Родригес, Закари Ливай, Эверли Карганилья, Коннор Эстерсон, Билли Магнуссен и Ди Джей Котрона. Производство завершилось в конце августа того же года.

## Премьера
Премьера состоялась 22 сентября 2023 года на Netflix.